# Geometry of Love
Geometry of Love è il quattordicesimo album in studio di Jean-Michel Jarre, pubblicato nel 2003 dalla Warner Music. Inizialmente sono state pubblicate solo 2000 copie dell'album, ma successivamente è stato pubblicato come un normale cd.

## Il disco
L'album è molto simile al precedente Sessions 2000: entrambi infatti, sono side project di Jarre, ma quest'album mostra sonorità elettroniche più classiche, rispetto a quelle spiccatamente electro-jazz di Sessions 2000.
Alcune sonorità dell'album ricordano melodie lounge, ovvero quella musica suonata nelle aree chillout dei locali dance e delle discoteche. Quest'album è infatti un omaggio di Jarre al Vip Room, locale di Parigi situato sugli Champs-Élysées.
Nel 2007 l'album è stato ripubblicato con l'aggiunta di 7 nuovi brani alla tracklist. Questi sono remix in chiave lounge/chillout di alcuni successi passati di Jarre. In realtà questa ripubblicazione più quelle degli anni successivi alla prima edizione ufficiale, è una versione bootleg.

### Copertina
La copertina del disco è un'immagine su sfondo giallo della zona pubica dell'attrice Isabel Adjani, fidanzata di Jarre al tempo della pubblicazione dell'album. L'immagine è ruotata di 90° e riadattata dall'artista francese Ora Ito.

## Tracce
1. Pleasure Principle – 6:15
2. Geometry of Love Part 1 – 3:51
3. Soul Intrusion – 4:45
4. Electric Flesh – 6:01
5. Skin Paradox – 6:17
6. Velvet Road – 5:54
7. Near Djaina – 5:01
8. Geometry of Love Part 2 – 4:06

### Tracce aggiuntive nella ri-pubblicazione bootleg del 2007
1. Oxygene 10 Transcengenics (Loop Guru) - 4:01
2. Chronologie 6 (Main Mix) - 6:26
3. Revolution, Revolutions (Oriental Mix) - 6:43
4. Equinoxe 7 (Ambient Mix) - 4:59
5. Equinoxe 4 (Deep Mix) - 04:42
6. Chronologie 4 (E-Motion Mix) - 5:57
7. Magnetic Fields 2 (MagneticMix) - 4:13